# Мистер Саншайн
Мистер Саншайн (англ. Mr. Sunshine) — американский телесериал производства ABC в жанре ситком, вышедший на экраны в 2011 году. Шоу было закрыто после девяти эпизодов из-за низких рейтингов.

## Сюжет
Переживающий кризис среднего возраста Бен Донован — самовлюблённый менеджер второразрядного спортивно-развлекательного центра «Sunshine Center» в Сан-Диего. На этой должности он сталкивается с многочисленными затруднениями, а также пытается решить проблемы своей личной жизни.

## Создание
Идея создания сериала принадлежала Мэттью Перри; сценарий для пилотной серии он написал вместе со сценаристами Sony Pictures. В ноябре 2010 года проект был запущен в производство. Первую серию в феврале 2011 года посмотрело 10,6 миллионов зрителей; следующую серию посмотрело на 30 % телезрителей меньше. 13 мая 2011 года телекомпания ABC закрыла телесериал.

## В ролях
- Мэттью Перри — Бен Донован (англ. Ben Donovan), менеджер
- Эллисон Дженни — Кристал Коэн (англ. Crystal Cohen), директор центра
- Андреа Андерс — Элис (англ. Alice), директор по маркетингу; бывшая девушка Бена, встречающаяся с Алонсо
- Джеймс Лежер (англ.) — Алонсо Поуп (англ. Alonzo Pope), бывший баскетболист, работник центра
- Нейт Торренс (англ.) — Роман Коэн (англ. Roman Cohen), сын Кристал, работник центра
- Даблдэй Портия — Хизер (англ. Heather), ассистент Бена

## Серии
- Pilot — 7 февраля 2011
- Employee of the Year — 14 февраля 2011
- Heather’s Sister — 21 февраля 2011
- Hostile Workplace — 28 февраля 2011
- Crystal on Ice — 7 марта 2011
- Lingerie Football — 14 марта 2011
- Celebrity Tennis — 23 марта 2011
- The Assistant — 30 марта 2011
- Ben and Vivian — 6 апреля 2011